# Эванс, Мюриэль
Мю́риэль Э́ванс (англ. Muriel Evans; 20 июля 1910, Миннеаполис, Миннесота — 26 октября 2000, Вудленд-Хиллз, Калифорния) — американская киноактриса.

## Биография
Мюриэль Адель Эвансон родилась 20 июля 1910 года в Миннеаполисе (штат Миннесота) в семье иммигрантов из Норвегии. В сентябре того же года её отец умер, и мать приняла решение перебраться в Калифорнию, где и устроилась уборщицей на киностудию First National Studios. Девочка много времени проводила у мамы на работе и в итоге однажды была замечена продюсером, который представил её известному режиссёру Роберту Леонарду.

В 1926 году 16-летняя Мюриэль впервые появилась на экране — в массовке фильма Леонарда «Мадемуазель модистка». Девушка училась в Голливудской старшей школе и параллельно играла небольшие роли на сценах театров, а также снималась в массовках. Началом кино-карьеры Мюриэль можно назвать 1927 год, когда она исполнила роль (с указанием в титрах) в короткометражном фильме Sure Cure. В конце 1930 года Эванс подписала контракт с киностудией MGM. В марте 1932 года Эванс (и ещё 11 конкурсанток; всего же их было 300) выиграла конкурс красоты от студии Paramount Pictures, что положительно сказалось на её актёрской карьере. Благодаря своему приятному голосу актриса легко перешла из эры немого кино в век звукового. В 1940 году Эванс окончила свою кино-карьеру и вскоре переехала со вторым мужем жить в Вашингтон. В 1951 году пара вернулась в Лос-Анджелес, где приобрела дом в районе Тарзана. В 1971 году второй муж актрисы скончался, а Эванс стала волонтёром-медсестрой в больнице-приюте Motion Picture & Television Country House and Hospital в районе Вудленд-Хиллз. В 1994 году у 84-летней бывшей актрисы случился серьёзный сердечный приступ и она переселилась в этот приют, где работала последние 23 года. Здесь же она и скончалась шесть лет спустя.

### Личная жизнь и смерть
7 июля 1929 года Эванс вышла замуж за Майкла Джей. Пи. Кадэхи, внука промышленника Майкла Кадэхи (1841—1910), сооснователя компании Cudahy Packing Company (1890—1969). Молодожёны уехали в свадебное путешествие по миру и обосновались в Париже. В 1930 году пара вернулась США, и Эванс подала на развод. Брак был расторгнут в октябре того же года.

В 1936 году Эванс вышла замуж за театрального агента Маршалла Р. Уорчестера, с которым в начале 1940-х годов переехала жить в Вашингтон. Тем не менее в 1951 году пара вернулась в Лос-Анджелес, где приобрела дом в районе Тарзана. В 1971 году Маршалл Уорчестер скончался.

Мюриэль Эванс скончалась 26 октября 2000 года от колоректального рака в больнице-приюте Motion Picture & Television Country House and Hospital, в которой работала волонтёром с 1971 по 1994 год, и жила с 1994 года.

## Избранная фильмография
За 13 лет карьеры (1927—1940) актриса появилась (не считая массовок) в 59 фильмах, в том числе в 23 короткометражных и в 7 без указания в титрах.
- 1932 — Грешники под солнцем[англ.] / Sinners in the Sun — модель (в титрах не указана)
- 1932 — Упрячь свои беды[англ.] / Pack Up Your Troubles — не та невеста Эдди
- 1933 — Быстро работающие[англ.] / Fast Workers — медсестра
- 1933 — Бродвей в Голливуд[англ.] / Broadway to Hollywood — горничная (в титрах не указана)
- 1933 — Боксёр и леди[англ.] / The Prizefighter and the Lady — Линда
- 1933 — Танцующая леди / Dancing Lady — девушка в хоре (в титрах не указана)
- 1933 — Королева Кристина / Queen Christina — барменша в гостинице (в титрах не указана)
- 1934 — Зарница[англ.] / Heat Lightning — «Блондинка Милашка»
- 1934 — Манхэттенская мелодрама / Manhattan Melodrama — Тутси Мэлоун
- 1934 — Большая идея[англ.] / The Big Idea — «Любимая», невеста Теда (к/м)
- 1934 — Голливудская вечеринка[англ.] / Hollywood Party — шоугёл[англ.] (в титрах не указана)
- 1934 — Убежище[англ.] / Hide-Out — «Малышка»
- 1936 — Серебряные шпоры[англ.] / Silver Spurs — Джанет Эллисон
- 1936 — Мистер Дидс переезжает в город / Mr. Deeds Goes to Town — Тереза (в титрах не указана)
- 1936 — Дерево на тропе[англ.] / Three on the Trail — Мэри Стивенс
- 1936 — Дом тайн[англ.] / House of Secrets — Джули Кенмор
- 1936 — Очарован тобой / Under Your Spell — гувернантка (в титрах не указана)
- 1937 — Богатые отношения[англ.] / Rich Relations — Трикси Лейн
- 2000 — ? / I Used to Be in Pictures — сыграла саму себя (документальный фильм)